# Alan Vega
Alan Vega, vlastním jménem Boruch Alan Bermowitz, (23. června 1938 – 16. července 2016) byl americký zpěvák. V roce 1970 založil spolu s Martinem Revem hudební duo Suicide. Své první sólové album, které dostalo název Alan Vega, vydal v roce 1980 (vydavatelství PVC Records). Jeho třetí desku Saturn Strip, vydanou v roce 1983, produkoval Ric Ocasek. Ten s ním spolupracoval i na dalších nahrávkách. Během své kariéry spolupracoval s mnoha dalšími hudebníky, mezi než patří například Alex Chilton, Lydia Lunch a Genesis P-Orridge. Umělec Tony Oursler o něm natočil dokumentární film v rámci série Synesthesia. Zemřel roku 2016 ve věku 78 let.